# Crowne Plaza
Crowne Plaza by IHG es una cadena multinacional británico-estadounidense de hoteles de lujo de servicio completo con sede en el Reino Unido. Atiende al mercado de viajes de negocios, ocio y combinados, normalmente ubicados en centros urbanos, centros turísticos, ciudades costeras o cerca de los principales aeropuertos. La marca es parte de la familia de marcas IHG Hotels & Resorts, que incluye InterContinental Hotels & Resorts y Holiday Inn Hotels & Resorts, y opera en casi 100 países con más de 400 hoteles y 110,000 habitaciones.

## Historia

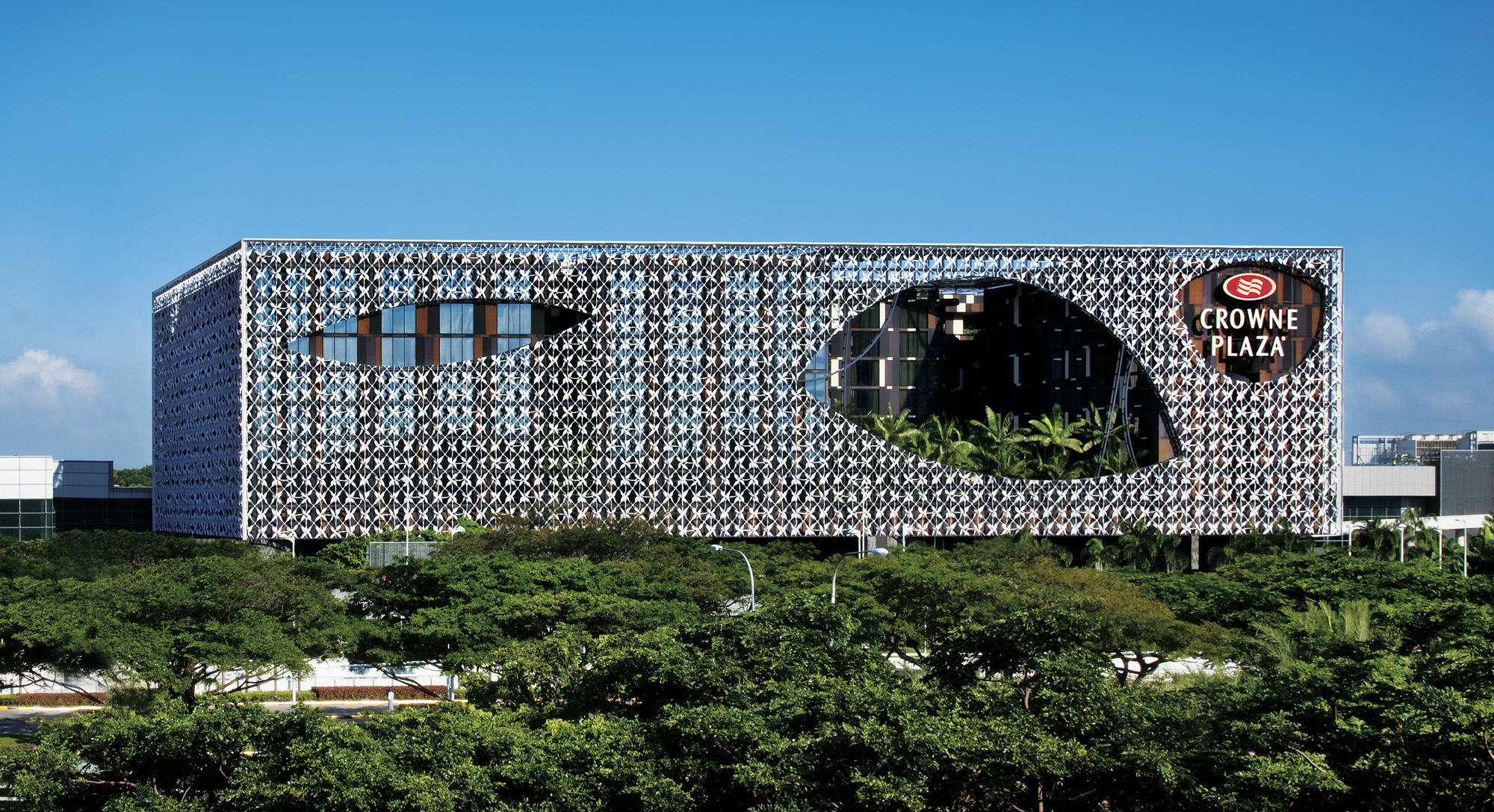
Crowne Plaza en el Aeropuerto Internacional de Singapur

Crowne Plaza se estableció en 1983 como una marca innovadora formada como la marca hermana de lujo de Holiday Inn. El primer hotel Crowne Plaza by Holiday Inn abrió ese año en Rockville, Maryland (Estados Unidos). En 1988, Bass PLC (hoy InterContinental Hotels Group) compró Holiday Corporation y en 1994 la marca pasó a llamarse Crowne Plaza Hotels. En 1999, Crowne Plaza abrió su primera propiedad europea, en Madeira, Portugal.